# おとなのギャル雀2〜恋して倍満!〜
『おとなのギャル雀2〜恋して倍満!〜』（おとなのギャルじゃん2 こいしてばいまん!）は、2005年11月23日にジャレコからPlayStation 2用ソフトとして発売された麻雀恋愛シミュレーションゲームである。

## 登場人物
- ちかこ - 桜木睦子
- 初音 - 松嶋初音
- 早織 - 山本早織
- ゆか - 渡辺結花
- あかり - 小明
- 楓 - 清水楓
- 理緒 - 夏目理緒
- ひとみ - 岡田ひとみ